# Moiano
Moiano ist eine Gemeinde in Italien in der Region Kampanien in der Provinz Benevento mit 3997 Einwohnern (Stand 31. Dezember 2023). Sie ist Bestandteil der Bergkommune Comunità Montana del Taburno.

## Geographie

Lage von Moiano in der Provinz Benevento

Die Gemeinde liegt etwa 30 km westlich der Provinzhauptstadt Benevento im Hügelland an der Ostseite des Monte Taburno. Die Nachbargemeinden sind Airola, Arienzo (CE), Bucciano, Forchia, Sant’Agata de’ Goti und Tocco Caudio.